# Campylium hispidulum
Campylium hispidulum är en bladmossart som beskrevs av Mitten 1869. Campylium hispidulum ingår i släktet spärrmossor, och familjen Amblystegiaceae. Inga underarter finns listade i Catalogue of Life.